# داویت. جی. گریگوریان
داویت. جی. گریگوریان (ارمنی: Դավիթ Գրիգորյան؛ زادهٔ ۱۷ ژوئیهٔ ۱۹۸۹ در ایروان) بازیکن فوتبال در پست هافبک اهل ارمنستان است.

## باشگاهی
از باشگاه‌هایی که در آن بازی کرده‌است می‌توان به باشگاه فوتبال آرارات ایروان، باشگاه فوتبال کینگ دولوکس و باشگاه فوتبال میکا اشاره کرد.

## تیم ملی
وی همچنین در تیم ملی فوتبال ارمنستان بازی کرده‌است. گریگوریان نخستین و تنها بازی ملی خود را که یک بازی دوستانه بود در تاریخ ۱۲ اوت ۲۰۰۹ در ایروان در مقابل مولداوی انجام داده‌است..
تا تاریخ match played ۱۲ اوت ۲۰۰۹
| تیم ملی                 | سال    | بازی ها | گل‌ها |
| ----------------------- | ------ | ------- | ---- |
| تیم ملی فوتبال ارمنستان | ۲۰۰۹   | ۱       | ۰    |
| مجموعا                  | مجموعا | ۱       | ۰    |